# 2番目に幸せなこと
『2番目に幸せなこと』（The Next Best Thing）は、2000年制作のアメリカ映画。
親友同士であるゲイの男性とストレートの女性、そして女性の恋人とをめぐるロマンティック・コメディ。
ジョン・シュレシンジャー監督の遺作となった。

## ストーリー
ヨガ・インストラクターのアビーと、ゲイのロバート。親友同士の彼らは、お互いに大切な人を失ったばかり。そんな二人は、酔った勢いで一晩を共にしてしまう。

## キャスト
※括弧内は日本語吹替
- アビー・レイノルズ - マドンナ（勝生真沙子）
- ロバート・ウィタッカー - ルパート・エヴェレット（堀内賢雄）
- ベン・クーパー - ベンジャミン・ブラット（小山力也）
- エリザベス・ライダー - イリーナ・ダグラス
- ケヴィン・ラサター - マイケル・ヴァルタン（土田大）
- リチャード・ウィタッカー - ジョセフ・ソマー（石森達幸）
- ヘレン・ウィタッカー - リン・レッドグレイヴ（沢田敏子）
- デヴィッド - ニール・パトリック・ハリス
- サム - マルコム・スタンプ（進藤一宏）
- アビーの弁護士 - ジョン・キャロル・リンチ

## 受賞歴
第21回ゴールデンラズベリー賞
- 最低主演女優賞 受賞
- 最低作品賞 ノミネート
- 最低監督賞 ノミネート
- 最低脚本賞 ノミネート
- 最低スクリーンカップル賞 ノミネート

## 備考
- 当初、アビーは水泳のインストラクターという設定であったが、マドンナ自身がヨーガを愛好していることもあり、ヨーガ・インストラクターに変更された。
- ロバート役は当初アダム・サンドラーが予定されていたが、『ビッグ・ダディ』に出演のため降板した。
- ロバートの自宅として使われたのは、セシル・B・デミルが実際に住んでいた家。